# مراوغة
المراوغة أو المناورة أو المُحاوَرَة أو الدَّهْدَهة (بالإنجليزية: Dribbling) في الألعاب الرياضية تعني قيام لاعب ما بالتحكم بالكرة وتحريكها بأسلوب مَهَارِيّ في سبيل إحباط مُحَاولات اللاعبين المٌدَافِعِين في اعتراض الكرة وتجاوزهم بطريقة قانونية مما يؤدي إلى تشكيل فُرْصة للتسجيل.

## كرة القدم
في عالم كرة القدم، تعتبر المناورة واحدة من أكثر المهارات صُعُوبَةً في الإتقان وكذلك إحدى أكثر الحركات الهجومية فاعلية. في المُبَارَيَات النِّظَامِيَّة، يحاول اللاعبون اقتياد الكرة نحو مَرْمَى الفريق المُنَافِس من خلال مهارات التحكم الفردي بالكرة، مثل مهارة المناورة (استخدام الحركات والأساليب الفنية). ولتجاوُز الخصم، يمكن أن تتضمن المناورة مجموعة متنوعة من الحِيَل والخُدَع في التلاعب بالكرة، فمثلًا كان اللاعب البرازيلي رونالدينيو غالبًا ما يوظِّف المهارات المعقدة والخدع -مثل المناورة الأفعوانية- في التغلب على المدافعين.
غالبًا ما تكون المناورة بالغة الأهمية خاصة في الثُّلْث الأخير من الملعب أو الجَنَاحَيْن حيث تنطلق معظم الهجمات. وتخلق المناورة المساحة في المواقف الضيقة حينما يُطْبِق المُدَافِع بشكل وثيق على اللاعب المهاجم، فيستطيع المهاجم إما تسجيل هدف أو خَلْق فُرَص تسجيل في حالة تنفيذه لمناورة ناجحة. ولكن لو كان تنفيذ المناورة ضعيفًا أو كان استخدامها غير مناسب، فإن ذلك سيؤدي إلى خسارة الاستحواذ عند اعتراض أو عرقلة الكرة من قِبَل المدافع. ويُفَضِّل بعض اللاعبين تجاوز المدافعين بالاستعانة بالسرعة والقوة البدنية مثل لاعب الجناح غاريث بيل، وبعض اللاعبين يتَّجِه مباشرة نحو الخصوم ويحاولون تجاوزهم باستخدام الجسر (تمرير الكرة بين رِجْلَيّ الخصم) مثل الأوروغواياني لويس سواريز، بينما يعتمد آخرون على الخدع، والتحكم بالكرة، والرشاقة، والتَّسَارُع للهروب من محاولات قطع الكرة، مثل الأرجنتيني ليونيل ميسي.
من الصعب غالبًا الاستيلاء على الكرة من لاعب يتقن المناورة، فعمليات الاستحواذ غير الناجحة (التي لا تصل إلى الكرة) قد تفضي إلى رَكْلَة حرة خطيرة وكذلك إلى معاقبة مرتكب الخطأ بإعطاءه بطاقة جزاء. في كأس العالم 2018م الذي أُقِيم في روسيا، حقق صانع الألعاب البلجيكي إدين هازارد -المعروف بصعوبة استيلاء الكرة منه- رقمًا قياسيًّا جديدًا بعدد المناورات الناجحة في مباراة كأس عالم منذ عام 1966م، حيث نجح في تنفيذ 100% من عمليات المناورة التي حاول تنفيذها خلال مباراة منتخب بلاده مع البرازيل، وبلغ عددها 10 مناورات.
وتشير المصادر المتعلقة بمباريات كرة القدم في إنجلترا خلال العصور الوسطى إلى وجود المناورات أيامها. وعلى سبيل المثال، قدَّم جيفري تشوسر إشارة إلى مثل تلك المهارات الكروية في القرن الرابع عشر في إنجلترا، وفي كتابه: حكايات كانتربري (الذي كُتِب في وقت ما بعد عام 1380م)، وردت الجملة التالية: «وتتدحرج تحت القدم كما تفعل الكرة». وبشكل مماثل، ظهرت رواية لاتينية في آخر القرن الخامس عشر عن مباراة كرة قدم جرت أحداثها في كاوستون، نوتنغهامشير، إنجلترا. وقد جاءت تلك الراوية في مجموعة مخطوطات خاصة بالقدرات الخارقة لهنري السادس ملك إنجلترا. وبالرغم من ان تاريخها غير دقيق، إلا أنه من المؤكد أنها تعود إلى ما بين عامَيْ 1481م و1500م. وتعتبر هذه أول رواية تاريخية لمباراة حصرية في «لعبة رَكْل»، وجاء فيها أول وصف لعملية المناورة كما يلي: «كان البعض يسمي اللعبة التي يلتقون فيها للتسلية الجماعية لعبة كرة القدم. إنها لعبة يقوم فيها الشباب بدفع كرة ضخمة ليس من خلال رميها في الهواء إنما بضربها ودَحْرَجَتِهَا بمهارة على الأرض، وذلك ليس بأيديهم إنما بأقدامهم... يَرْكُلُونَهَا في الاتجاه المقابل». ومن المعروف أن مهارات المناورة كانت جزءًا أساسيًّا في العديد من مباريات كرة القدم في المدارس الحكومية الإنجليزية في القرن التاسع عشر، وكان ذلك أول دلالة تاريخية على دخول مهارات تمرير الكرة في قواعد الاتحاد الإنجليزي لكرة القدم عام 1863م.

### أمثلة بالصور

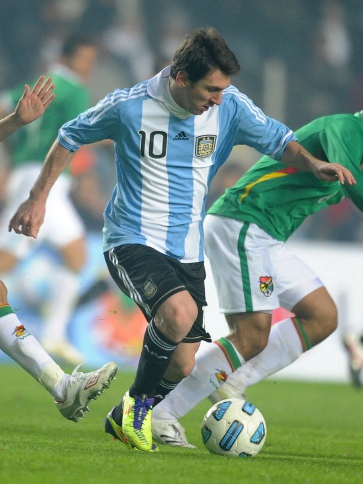
ليونيل ميسي يتجاوز لاعبَيْن في مباراة بين مُنْتَخَب الأرجنتين ومنتخب بوليفيا
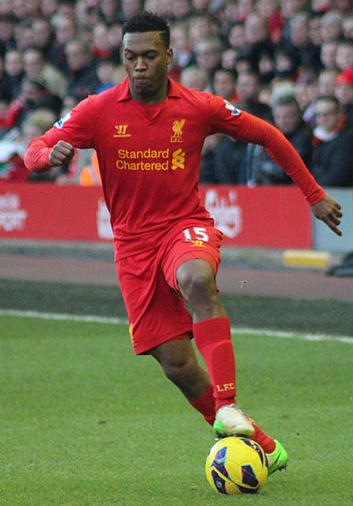
في الوسط: دانييل ستوريدج يناور بالكرة في هجمة مرتدة خلال مباراة لنادي ليفربول
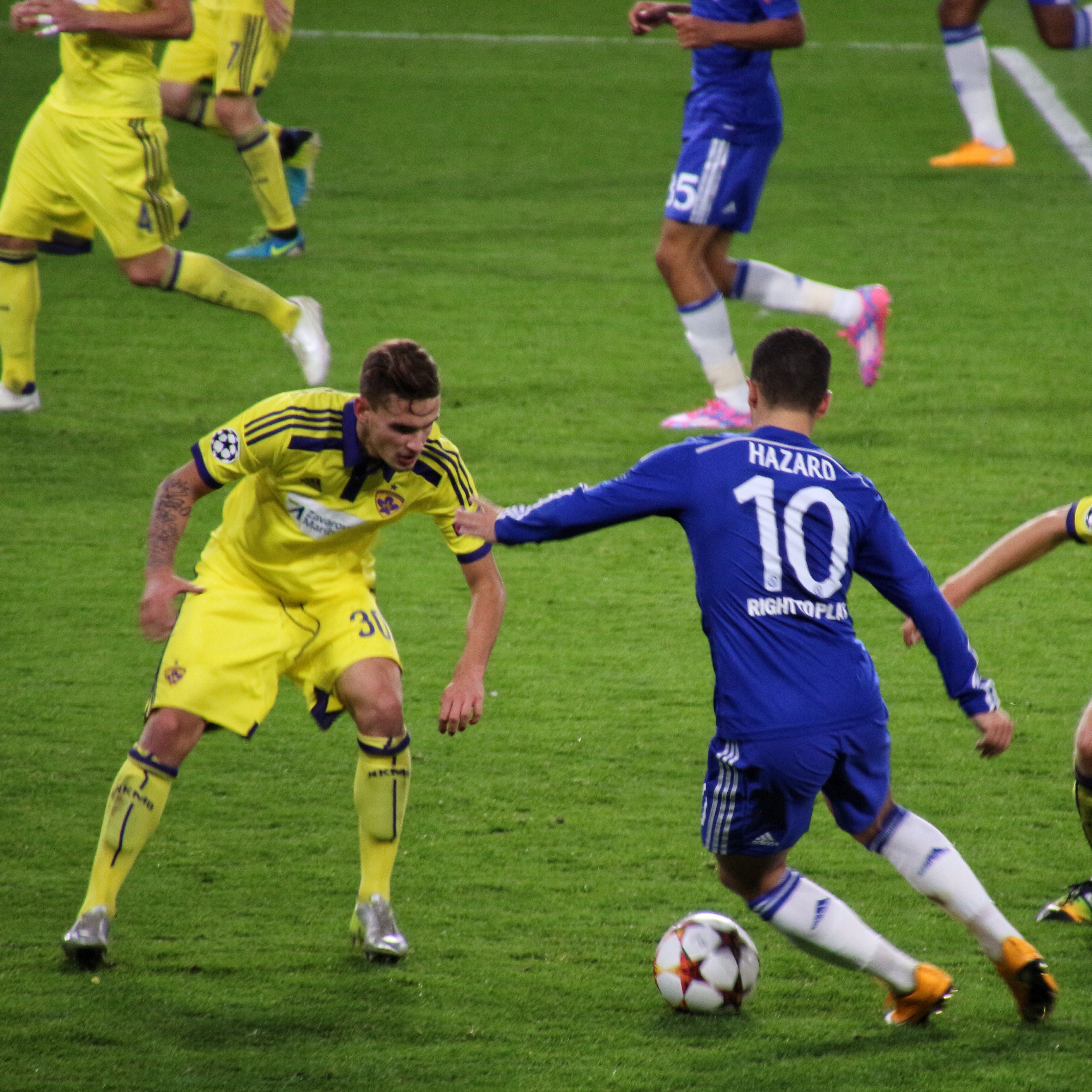
إدين هازارد (مرتديًا القميص رقم 10) ينافس مجموعة لاعبين من نادي ماريبور خلال مناورته لصالح نادي تشيلسي
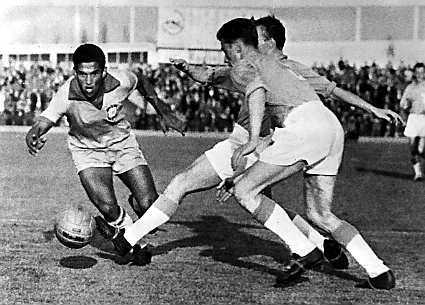
غارينشيا (على اليسار)، لاعب جناح برازيلي وأحد نجوم كأس العالم 1962م، يعتبر واحدًا من أعظم المُنَاوِرِين في التاريخ.

## كرة السلة
في كرة السلة، المناورة هي ترديد (تَنْطِيط \ تقفيز) الكرة على الأرض بشكل متواصل باستخدام يد واحدة فقط في كل مرة ترتد فيها الكرة. وهي الطريقة القانونية الوحيدة التي يستطيع فيها اللاعب الاحتفاظ بالكرة خلال المشي أو الركض.
لم تذكر القوانين الأولى لكرة السلة التي وضعها جيمس نايسميث شيئًا عن المناورة، حيث أورد فقط أن تمرير الكرة هو الوسيلة الوحيدة لتقدمها في اتجاه معين. وطوَّر اللاعبون سريعًا إستراتيجية «التمرير إلى أنفسهم» التي صادق عليها نايسميث شخصيًّا وأُعْجِب بإبداعها، وقد تطورت هذه الاستراتيجية لتصبح المناورة في شكلها الذي نعرفه اليوم. إن أول فريق عُرِف باستخدامه أساليب المناورة كان فريق جامعة ييل في عام 1897م.
تسمح المناورة بتقدُّم الكرة بشكل أسرع بكثير، ذلك ما يعطي فرصًا أكثر للتسجيل. وتوفر المناورة أيضًا فرصة للاعبين الماهرين من الفريق المنافس للاستيلاء على الكرة أثناء ترددها على الأرض. وبمجرد توقف اللاعب عن المناورة وحَمْلِه الكرة، فيجب عليه عادةً إما تمرير الكرة إلى لاعب آخر أو تنفيذ تسديدة نحو السلة، وفي حالة تَوَقُّف اللاعب عن المناورة وحمله الكرة بأي شكل كان (إما من خلال إمساكها بإحكام بِيَدَيْه أو ذِرَاعَيْه، أو قيامه بعملية «البالمينغ»، أي الإمساك بها من جانبها السفلي عند عودتها من الأرض أثناء المناورة)، فإذا عاد للمناورة بعد ذلك، فإن حكم المباراة سيوقف اللَّعِب ويعطي اللاعب مخالفة «مناورة ثنائية» أو «حمل الكرة»، ثم يعطي الكرة للفريق الآخر. ويمكن أن يُعْطى اللاعب مخالفة «مناورة ثنائية» أيضًا في حالة استخدامه كِلْتَا يَدَيْه في نفس الوقت للمناورة.
ينبغي تنفيذ المناورة باستخدام باطن الأصابع وينبغي على الأصابع أن تكون مُرْتَخِيَة ومتباعدة، وعلى المِعْصَم أن يدفع الكرة نحو الأسفل، أما سَاعِد اليد فعليه أن يتحرك لأعلى وأسفل. ويتمكن حاملو الكرة الماهرون من تنطيط الكرة على مستوى منخفض قريب من الأرض في سبيل تقليل خطر وصول أحد المدافعين إلى الكرة بالتالي الاستيلاء عليها. ويستطيع المُنَاوِرُون البارعون مناورة الكرة خلف ظهورهم، وبين أرجلهم، وتغيير سرعة المناورة، ذلك كله ما يجعل عملية الدفاع صعبة على الفريق الخصم وكذلك يفتح المجال لخيارات التمرير، أو التسديد، أو التقدم بالكرة.
تأسست الرابطة الوطنية لمدربي كرة السلة عام 1927م لمجابهة حَرَاك سعى لإلغاء المناورة من الرياضة.

## كرة الماء

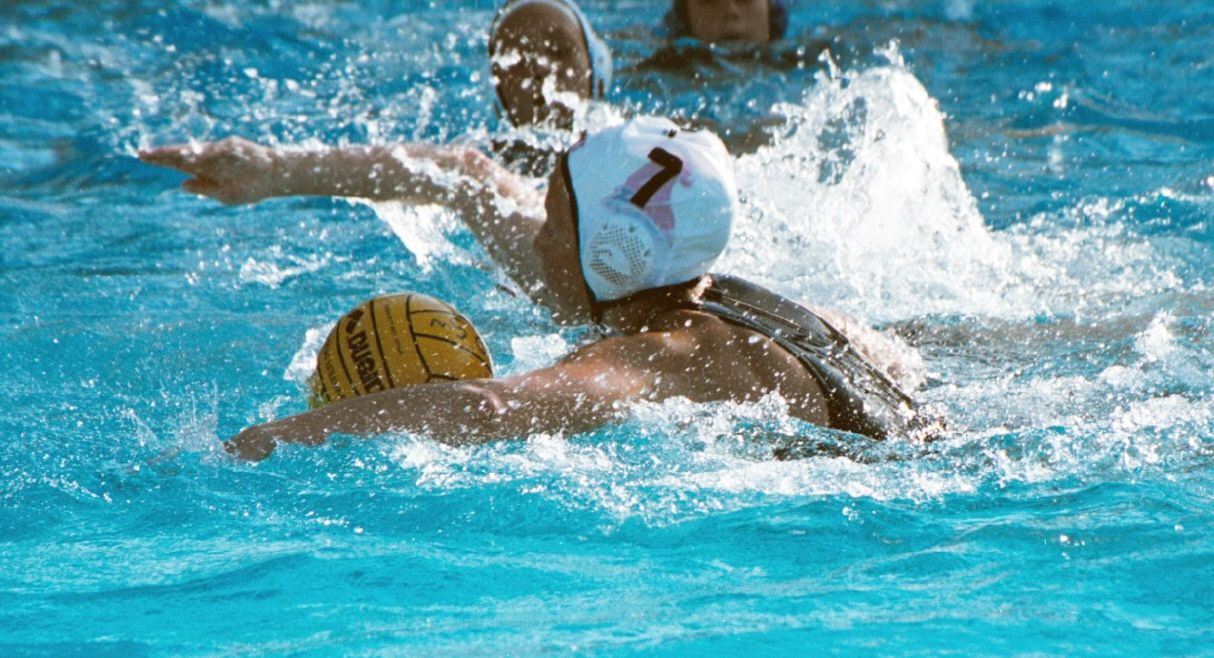
المُهَاجِم الذي يحمل الرقم 7 يَتَقَدَّم بالكرة مستخدمًا المناورة

في كرة الماء، المناورة هي طريقة تحريك الكرة أثناء السباحة للأمام. تُدْفَع الكرة أمام اللاعب بفعل الموجات الناتجة عن اندفاع اللاعب في الماء باستخدام ضربات ذِرَاعيه اللتان تخترقان الماء بشكل تبادليّ، ويمكن أن يصاحب ذلك دَفَعَات عَارِضَة للكرة بالأنف أو الجبهة. ونظرًا لأن ملامسة الكرة تكون في أضيق الحدود، فإن ذلك يعطي ميزة لحامل الكرة الذي يتقدم بها، حيث أن المدافعين لن يستطيعوا إمساك الكرة إلا حينما يلمسها هو. وباستخدام ضربات ذِرَاعَيْن قصيرة وسريعة في الماء مع مِرْفَقَيْن مرتفعين، غالبًا ما يستطيع اللاعب المناوِر حماية الكرة من محاولات الفريق الخصم لاعتراضها، خاصة عند ملاحقته من الخلف أو الاقتراب منه من الجانِبَيْن. ويُقَدِّم هذا الأسلوب الدفاعي العنيف -سواء أكان ناجحًا أم لا- خطرًا محتملًا لإصابة اللاعبين المدافعين بمِرْفَق المهاجم، حيث أن حركة المِرْفَق العشوائية والمضطربة تعتبر قانونية عند الاتحاد الدولي للسباحة، بالتالي يجب على اللاعبين المدافعين أن يحرصوا على عدم الاحتكاك باللاعب المُنَاوِر في محاولاتهم للاستيلاء على الكرة منه.

## شروط ومهارات مرتبطة
من الشائع والضروري في الكثير من الرياضات خاصة الرياضات التي تُلْعَب باليد وضع مجموعة من الشروط التي يجب على اللاعبين الالتزام بها لمنع أيٍّ منهم من الإمساك بالكرة والركض على طول الملعب دون أن يواجه عقبة تذكر، فلا يستطيع لاعبو كرة السلة مثلًا الركض في الملعب وهم ممسكون بالكرة، بل عليهم ترديدها على الأرض، وقد تحول شرط ترديد الكرة إلى مهارة يجب على اللاعبين اكتسابها، ويستخدمونها في عمليات المناورة. ومن المهارات والشروط الواجب على اللاعبين الالتزام بها ما يلي:
- «السولو» في كرة القدم الغالية، وهي تقنية بمكن للاعب اتباعها أثناء تقدمه بالكرة، والتي تعني أن اللاعب الذي يحمل الكرة ويتقدم بها عليه أن يرمي الكرة لقدمه حيث يركلها ويعيدها إلى يده مرة أخرى وهكذا طوال فترة تقدمه.

- «الهوب» في كرة القدم الغالية، وهي تقنية أخرى بمكن للاعب اتباعها أثناء تقدمه بالكرة، والتي تعني أن اللاعب الذي يحمل الكرة ويتقدم بها عليه ترديدها على الأرض بشكل مشابه للاعبي كرة السلة.

- «الترديد أثناء الركض» في كرة القدم الأسترالية، والتي تعني بأن اللاعب أثناء تقدمه عليه ترديد أو تَقْفِيز الكرة البيضاوية (الإهليلجية) على الأرض بشكل مشابه للاعبي كرة السلة.

## وصلات خارجية
- فيديو على موقع يوتيوب يحتوي مجموعة مختارة من لقطات المناورة في مباريات كرة القدم التي تعود لعام 2021م.
- فيديو على موقع يوتيوب نَشَرَتْه القناة الرسمية للرابطة الوطنية لكرة السلة ويحتوي قائمة بأفضل 100 عملية مناورة في الدوري الأمريكي لكرة السلة في العقد الثاني من القرن الحادي والعشرين (2010-2019).